# 野木村忠邦
野木村 忠邦（のぎむら ただくに、1945年9月6日 - 2018年4月4日）は、日本の法学者。専門は、経済法・独占禁止法。日本大学法学部・大学院法務研究科教授。

## 経歴
1964年福島県立福島高等学校、1968年慶應義塾大学法学部卒、同大学院法学研究科単位取得満期退学。日本経済法学会理事、日本国際経済法学会理事等を歴任。
気鋭の経済法学者として著名。また、経済紙等への多くの寄稿でも知られている。父は福島大学教授、野木村規矩二（のぎむら　きくじ。専門は哲学、東洋哲学）、長男は千葉商科大学准教授、野木村忠度（のぎむら　ただのり。専門は、流通政策、マーケティング）。